# U.S. Men's Clay Court Championships 2012 - Qualificazioni singolare
Le qualificazioni del singolare  dell'U.S. Men's Clay Court Championships 2012 sono state un torneo di tennis preliminare per accedere alla fase finale della manifestazione. I vincitori dell'ultimo turno sono entrati di diritto nel tabellone principale. In caso di ritiro di uno o più giocatori aventi diritto a questi sono subentrati i lucky loser, ossia i giocatori che hanno perso nell'ultimo turno ma che avevano una classifica più alta rispetto agli altri partecipanti che avevano comunque perso nel turno finale.

## Teste di serie
1. Gō Soeda (Qualificato)
2. Horacio Zeballos (Qualificato)
3. Ricardo Mello (Qualificato)
4. Michael Russell (Qualificato)

1. Tommy Haas (ritirato, ultimo turno)
2. Tejmuraz Gabašvili (secondo turno)
3. Yūichi Sugita (secondo turno)
4. Michael Yani (ritirato, secondo turno)

### Qualificati
1. Gō Soeda
2. Horacio Zeballos

1. Ricardo Mello
2. Michael Russell

## Tabellone

### Legenda
| - Q = Qualificato - WC = Wild card - LL = Lucky loser | - ALT = Alternate - SE = Special Exempt - PR = Protected Ranking | - w/o = Walkover - r = Ritirato - d = Squalificato |

### Sezione 1
|  | Primo turno     | Primo turno     | Primo turno     | Primo turno | Primo turno |  |  | Secondo turno | Secondo turno   | Secondo turno   | Secondo turno | Secondo turno |            |  | Ultimo turno | Ultimo turno | Ultimo turno | Ultimo turno | Ultimo turno |  |
|  |                 |                 |                 |             |             |  |  |               |                 |                 |               |               |            |  |              |              |              |              |              |  |
|  |                 |                 |                 |             |             |  |  |               |                 |                 |               |               |            |  |              |              |              |              |              |  |
|  |                 |                 |                 |             |             |  |  | 1             | Gō Soeda        | Gō Soeda        | 6             | 6             |            |  |              |              |              |              |              |  |
|  | Alex Kuznetsov  | Alex Kuznetsov  | 7               | 6(1)        | 4           |  |  |               | Robby Ginepri   | Robby Ginepri   | 4             | 4             |            |  |              |              |              |              |              |  |
|  | Robby Ginepri   | Robby Ginepri   | 64              | 7           | 6           |  |  |               |                 |                 |               |               |            |  | 1            | Gō Soeda     | Gō Soeda     | Gō Soeda     | w/o          |  |
|  | Chris Wettengel | Chris Wettengel | Chris Wettengel | 6           | 6           |  |  |               |                 | 5               | Tommy Haas    | Tommy Haas    | Tommy Haas |  |              |              |              |              |              |  |
|  | James Cerretani | James Cerretani | James Cerretani | 0           | 4           |  |  |               | Chris Wettengel | Chris Wettengel | 3             | 3             |            |  |              |              |              |              |              |  |
|  |                 |                 |                 |             |             |  |  | 5             | Tommy Haas      | Tommy Haas      | 6             | 6             |            |  |              |              |              |              |              |  |
|  |                 |                 |                 |             |             |  |  |               |                 |                 |               |               |            |  |              |              |              |              |              |  |

### Sezione 2
|  | Primo turno   | Primo turno      | Primo turno      | Primo turno | Primo turno |  |  | Secondo turno | Secondo turno    | Secondo turno    | Secondo turno | Secondo turno |   |   | Ultimo turno | Ultimo turno     | Ultimo turno | Ultimo turno | Ultimo turno |  |
|  |               |                  |                  |             |             |  |  |               |                  |                  |               |               |   |   |              |                  |              |              |              |  |
|  |               |                  |                  |             |             |  |  |               |                  |                  |               |               |   |   |              |                  |              |              |              |  |
|  |               |                  |                  |             |             |  |  | 2             | Horacio Zeballos | Horacio Zeballos | 6             | 6             |   |   |              |                  |              |              |              |  |
|  |               | Harry Fowler     | Harry Fowler     | 69          | 3           |  |  | WC            | Nicholas Naumann | Nicholas Naumann | 3             | 1             |   |   |              |                  |              |              |              |  |
|  | WC            | Nicholas Naumann | Nicholas Naumann | 7           | 6           |  |  |               |                  |                  |               |               |   |   | 2            | Horacio Zeballos | 63           | 6            | 7            |  |
|  | Dennis Lajola | Dennis Lajola    | Dennis Lajola    | 62          | 4           |  |  |               |                  |                  | Jan Hernych   | 7             | 3 | 5 |              |                  |              |              |              |  |
|  | Jan Hernych   | Jan Hernych      | Jan Hernych      | 7           | 6           |  |  |               | Jan Hernych      | 7                | 1             |               |   |   |              |                  |              |              |              |  |
|  |               | Frank Moser      | Frank Moser      | 4           | 1           |  |  | 8             | Michael Yani     | 65               | 0             | r             |   |   |              |                  |              |              |              |  |
|  | 8             | Michael Yani     | Michael Yani     | 6           | 6           |  |  |               |                  |                  |               |               |   |   |              |                  |              |              |              |  |

### Sezione 3
|  | Primo turno    | Primo turno    | Primo turno    | Primo turno | Primo turno |  |  | Secondo turno | Secondo turno      | Secondo turno  | Secondo turno | Secondo turno |   |   | Ultimo turno | Ultimo turno  | Ultimo turno  | Ultimo turno | Ultimo turno |  |
|  |                |                |                |             |             |  |  |               |                    |                |               |               |   |   |              |               |               |              |              |  |
|  |                |                |                |             |             |  |  |               |                    |                |               |               |   |   |              |               |               |              |              |  |
|  |                |                |                |             |             |  |  | 3             | Ricardo Mello      | Ricardo Mello  | 7             | 6             |   |   |              |               |               |              |              |  |
|  | Joshua Zavala  | Joshua Zavala  | Joshua Zavala  | 1           | 4           |  |  |               | Peter Polansky     | Peter Polansky | 5             | 3             |   |   |              |               |               |              |              |  |
|  | Peter Polansky | Peter Polansky | Peter Polansky | 6           | 6           |  |  |               |                    |                |               |               |   |   | 3            | Ricardo Mello | Ricardo Mello | 6            | 6            |  |
|  | Cătălin Gârd   | Cătălin Gârd   | Cătălin Gârd   | 6           | 6           |  |  |               |                    |                | Cătălin Gârd  | Cătălin Gârd  | 3 | 3 |              |               |               |              |              |  |
|  | Scott Lipsky   | Scott Lipsky   | Scott Lipsky   | 0           | 4           |  |  |               | Cătălin Gârd       | 7              | 4             | 6             |   |   |              |               |               |              |              |  |
|  |                |                |                |             |             |  |  | 6             | Tejmuraz Gabašvili | 5              | 6             | 2             |   |   |              |               |               |              |              |  |
|  |                |                |                |             |             |  |  |               |                    |                |               |               |   |   |              |               |               |              |              |  |

### Sezione 4
|  | Primo turno       | Primo turno       | Primo turno | Primo turno | Primo turno |  |  | Secondo turno | Secondo turno     | Secondo turno     | Secondo turno     | Secondo turno     |   |   | Ultimo turno | Ultimo turno    | Ultimo turno    | Ultimo turno | Ultimo turno |  |
|  |                   |                   |             |             |             |  |  |               |                   |                   |                   |                   |   |   |              |                 |                 |              |              |  |
|  |                   |                   |             |             |             |  |  |               |                   |                   |                   |                   |   |   |              |                 |                 |              |              |  |
|  |                   |                   |             |             |             |  |  | 4             | Michael Russell   | Michael Russell   | 6                 | 7                 |   |   |              |                 |                 |              |              |  |
|  | Denes Lukacs      | Denes Lukacs      | 7           | 2           |             |  |  |               | Denes Lukacs      | Denes Lukacs      | 4                 | 5                 |   |   |              |                 |                 |              |              |  |
|  | Amrit Narasimhan  | Amrit Narasimhan  | 64          | 6           | r           |  |  |               |                   |                   |                   |                   |   |   | 4            | Michael Russell | Michael Russell | 6            | 6            |  |
|  | Miša Zverev       | Miša Zverev       | 6           | 4           | 0r          |  |  |               |                   |                   | Daniel Kosakowski | Daniel Kosakowski | 4 | 1 |              |                 |                 |              |              |  |
|  | Daniel Kosakowski | Daniel Kosakowski | 3           | 6           | 3           |  |  |               | Daniel Kosakowski | Daniel Kosakowski | 7                 | 6                 |   |   |              |                 |                 |              |              |  |
|  |                   |                   |             |             |             |  |  | 7             | Yūichi Sugita     | Yūichi Sugita     | 64                | 4                 |   |   |              |                 |                 |              |              |  |
|  |                   |                   |             |             |             |  |  |               |                   |                   |                   |                   |   |   |              |                 |                 |              |              |  |